# Ministri delle infrastrutture e dei trasporti della Repubblica Italiana
I ministri delle infrastrutture e dei trasporti della Repubblica Italiana si sono avvicendati dal 2001 in poi, a seguito dell'accorpamento dei precedenti Ministero dei lavori pubblici e del Ministero dei trasporti nel nuovo dicastero.

## Lista
| Ministro                                                  | Ministro         | Ministro                    | Partito                                    | Governo             | Mandato          | Mandato          | Leg.  |
| Ministro                                                  | Ministro         | Ministro                    | Partito                                    | Governo             | Inizio           | Fine             | Leg.  |
| --------------------------------------------------------- | ---------------- | --------------------------- | ------------------------------------------ | ------------------- | ---------------- | ---------------- | ----- |
| Infrastrutture e trasporti                                |                  |                             |                                            |                     |                  |                  |       |
|                                                           |                  | Pietro Lunardi (1939)       | Forza Italia                               | Berlusconi II       | 11 giugno 2001   | 23 aprile 2005   | XIV   |
| Berlusconi III                                            | 23 aprile 2005   | Pietro Lunardi (1939)       | Forza Italia                               | 17 maggio 2006      |                  |                  | XIV   |
| Infrastrutture                                            |                  |                             |                                            |                     |                  |                  |       |
|                                                           |                  | Antonio Di Pietro (1950)    | Italia dei Valori                          | Prodi II            | 17 maggio 2006   | 8 maggio 2008    | XV    |
| Infrastrutture e trasporti                                |                  |                             |                                            |                     |                  |                  |       |
|                                                           |                  | Altero Matteoli (1940-2017) | Il Popolo della Libertà                    | Berlusconi IV       | 8 maggio 2008    | 16 novembre 2011 | XVI   |
|                                                           |                  | Corrado Passera (1954)      | Indipendente                               | Monti               | 16 novembre 2011 | 28 aprile 2013   | XVI   |
|                                                           |                  | Maurizio Lupi (1959)        | Il Popolo della Libertà Nuovo Centrodestra | Letta               | 28 aprile 2013   | 22 febbraio 2014 | XVII  |
| Renzi                                                     | 22 febbraio 2014 | Maurizio Lupi (1959)        | Il Popolo della Libertà Nuovo Centrodestra | 20 marzo 2015       |                  |                  | XVII  |
| Renzi                                                     |                  |                             | Graziano Delrio (1960)                     | Partito Democratico | 2 aprile 2015    | 12 dicembre 2016 | XVII  |
| Gentiloni                                                 | 12 dicembre 2016 | 1º giugno 2018              | Graziano Delrio (1960)                     | Partito Democratico |                  |                  | XVII  |
|                                                           |                  | Danilo Toninelli (1974)     | Movimento 5 Stelle                         | Conte I             | 1º giugno 2018   | 5 settembre 2019 | XVIII |
|                                                           |                  | Paola De Micheli (1973)     | Partito Democratico                        | Conte II            | 5 settembre 2019 | 13 febbraio 2021 | XVIII |
| Infrastrutture e mobilità sostenibili (dal 1º marzo 2021) |                  |                             |                                            |                     |                  |                  |       |
|                                                           |                  | Enrico Giovannini (1957)    | Indipendente                               | Draghi              | 13 febbraio 2021 | 22 ottobre 2022  | XVIII |
| Infrastrutture e trasporti (dal 4 novembre 2022)          |                  |                             |                                            |                     |                  |                  |       |
|                                                           |                  | Matteo Salvini (1973)       | Lega                                       | Meloni              | 22 ottobre 2022  | in carica        | XIX   |